# Alangalang
Alangalang (Bayan ng Alangalang) är en kommun i Filippinerna. Kommunen ligger på ön Leyte, och tillhör provinsen Leyte. Folkmängden uppgick år 2000 till 41 245 invånare. Enligt folkräkningen 2020 hade kommunen 57 185 invånare.

## Barangayer
Alangalang är indelat i 54 barangayer.
| - Aslum - Astorga (Burabod) - Bato - Binongto-an - Binotong - Bobonon - Borseth - Buenavista - Bugho - Buri - Cabadsan - Calaasan - Cambahanon - Cambolao - Canvertudes - Capiz - Cavite - Cogon | - Dapdap - Divisoria - Ekiran - Hinapolon - Hubang - Hupit - Langit - Lingayon - Lourdes - Lukay - Magsaysay - Mudboron - P. Barrantes - Peñalosa - Pepita - Salvacion Poblacion - San Antonio - San Diego | - San Francisco East - San Francisco West - San Isidro - San Pedro - San Vicente - Santiago - Santo Niño (Pob.) - Santol - Tabangohay - Tombo - Veteranos - Blumentritt (Pob.) - Holy Child I (Pob.) - Holy Child II (Pob.) - Milagrosa (Pob.) - San Antonio Pob. - San Roque (Pob.) - Salvacion |